# Georg Metz (Politiker)
Georg Martin Metz (* 29. Juli 1833 in Zennern; † 31. August 1885 ebenda) war ein deutscher Gutsbesitzer und Mitglied des Preußischen Abgeordnetenhauses.

## Leben
Georg Metz wurde als Sohn des Gutsbesitzers Johann George Metz und dessen Ehefrau Catharina Elisabeth Stichl geboren und wuchs mit seinem jüngeren Bruder Carl Werner (1835–1921, Abgeordneter) auf. Er übernahm den elterlichen Gutshof und erhielt 1877 als Mitglied der Nationalliberalen Partei ein Mandat für das Preußische Abgeordnetenhaus, gewählt für den Wahlkreis Kassel 7 (Melsungen, Fritzlar). Metz blieb bis 1879 in dem Parlament.
Er war mit Anna Katharina Hocke verheiratet, mit der er die Söhne Georg Wilhelm (1864–1893, Gutsbesitzer), Heinrich Gustav (1866–1942, Landwirt) und Georg Oskar (1877–1962, Landwirt) hatte.